# 13039 Awashima
13039 Awashima eller 1990 FK1 är en asteroid i huvudbältet som upptäcktes den 27 mars 1990 av de båda japanska astronomerna Kazuro Watanabe och Kin Endate vid Kitami-observatoriet. Den är uppkallad efter den japanska ön Awashima.